# Carl-August-Allee 12

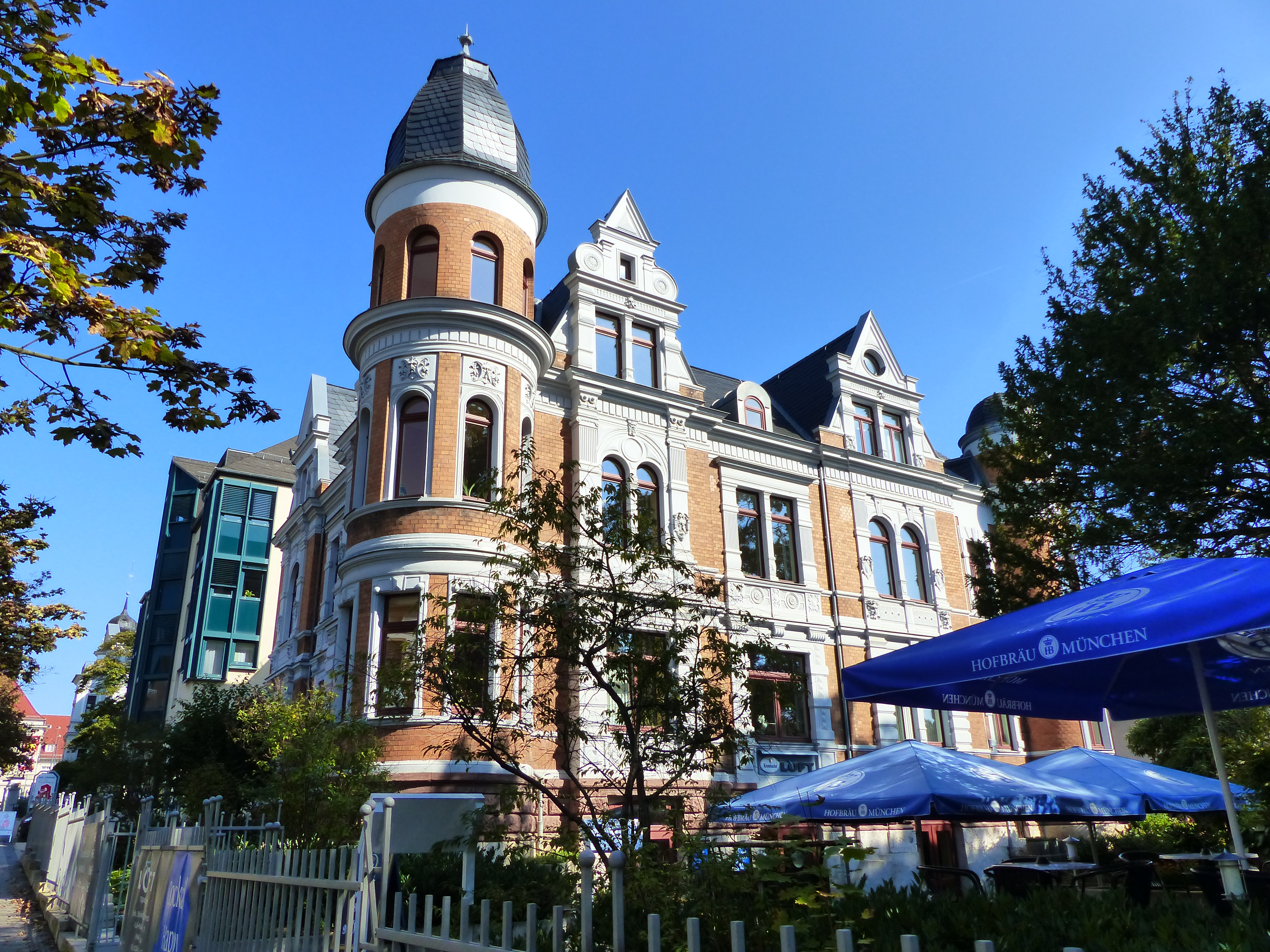
Carl-August-Allee 12

Die Carl-August-Allee 12 in der Nordvorstadt von Weimar ist ein repräsentativer mehrgeschossiger Residenzwohnbau aus den 1880er Jahren im Stil des Historismus. Es hat die Gemarkung Weimar / Flur 25 / Flurstück(e) 171.

## Geschichte und Beschreibung
Im Jahr 1885 erscheint erstmals das Haus Sophienstraße 12 in den Weimarer Adressbüchern. Damit ist das Gebäude mit dem Baujahr 1884/85 anzusetzen. Eigentümer war ein Kaufmann Kästner und als weitere Partei ein Generalleutnant und Excellenz Crüger. Kästner ist vermutlich auch der Bauherr. Im Weimarer Adressbuch von 1887 sind die Namen von dem Eigentümer, dem Kaufmann Kästner, dem Kammerjunker von Hardenberg und Generalleutnant und Exzellenz Crüger eingetragen. Im Weimarer Adressbuch 1888 sind nur zwei Namen eingetragen: der des Kaufmanns Kästner und ein Generalleutnant und Exzellenz Crüger. Im Weimarer Adressbuch von 1889 eingetragen sind Kästner und ein Generalleutnant und Exzellenz von Schoeler. Diese Personen besagen, dass das Gebäude als Amts- und Wohnsitz für höher gestellte Personen des Weimarer Hofes bestimmt war. Das Adressbuch von 1916 offenbart, dass zwar Hofbedienstete weiter hier wohnhaft waren, aber keineswegs nur hohe Beamte. Als Eigentümer erscheint eine Frau Staupendhal und als weitere Partei ein Hofspediteur Staupendahl, wohl ihr Mann. Den eigentlichen Residenzcharakter hatte zu dieser Zeit das Gebäude somit bereits verloren. Zur Zeit seiner Erbauung hieß die Carl-August-Allee Sophienstraße. Der unregelmäßige Ziegelbau ist neben der Carl-August-Allee 16 und der Carl-August-Allee 8–10 der repräsentativste Teil der Straße. Auf seiner Rückseite tangiert er auch die parallel verlaufende Brennerstraße, die nicht weniger repräsentativ gestaltet ist. Der Bau besitzt mit Hauben bedeckte, runde verzierte Ecktürmchen, die ihm ein neobarockes Aussehen verleihen. Ursprünglich waren auf die Hauben Helme aufgesetzt, die aber nicht mehr ergänzt wurden. Die Ornamentflächen sind durch einen weißen Farbanstrich vom übrigen roten Ziegelmauerwerk hervorgehoben.
Das Gebäude dient heute nicht mehr reinen Wohnzwecken, sondern zugleich als Bürogebäude.
Die Carl-August-Allee 12 ist verzeichnet auf der Liste der Kulturdenkmale in Weimar (Einzeldenkmale).